# Niedererbach
Niedererbach település Németországban, Rajna-vidék-Pfalz tartományban. Lakosainak száma 1041 fő (2023. december 31.).

## Népesség
A település népességének változása:
| Lakosok száma | 707  | 1000 | 992  | 1013 | 1027 | 1033 | 1041 |
|               | 1975 | 2010 | 2017 | 2019 | 2021 | 2022 | 2023 |